# Валентин (гностик)
Валентин (лат. Valentinius, гр. Βαλεντίνος або Ουαλεντίνος; бл. 100-160 рр.) – античний філософ, представник ранньохристиянського гностицизму. Свого часу - найвідоміший та найвпливовіший гностик у Римській імперії ІІ ст. від Р.Х. Засновник філософії та руху валентиніан, що існували у ІІ-IV ст. З часом послідовники вчення розкололися на низку гностико-християнських сект.

## Біографія
Про життя Валентина свідчень збереглося небагато. Гностик жив на початку – в середині ІІ століття від Р.Х. Епіфаній Кіпрський з певною недовірою до джерел повідомляє, що Валентин «народився фревонітом» у прибережному регіоні Паралії Єгипетської, що, ймовірно, є територією дельти Нілу. Освіту здобув у Александрії – тоді важливому осередку християнства та елліністичної філософської думки . Там гностик мешкав приблизно до 135 р. сформувавши своє вчення та розповсюдивши його по Єгипту . Вчені з обережністю ставляться до такої інформації, хоча і використовують її у дослідженнях. Невдовзі, за понтифікату папи Гіґіна (142 р.†) Валентин від’їжджає до Риму, де стає вчителем богослів’я, працюючи в часи папи Пія, аж до настання понтифікату папи Анікета (154-166) . Тертулліан повідомляє, що Валентин розраховував стати папою римським, і коли цього не сталося, остаточно утвердився в гностичній проповіді у столиці імперії. Ймовірно, своє вчення він пропагував разом зі  соратником, гностиком Марціоном, який також перебував у Римі того часу. Зовсім іншу версію повідомляє Епіфаній Кіпрський: Валентин у Римі був благочестивим та сумлінним учителем, проте після переїзду на Кіпр (приблизно у 160-161 рр.) зазнав корабельної аварії та травм, унаслідок яких збожеволів . Девід Бракке стверджує, що одним із його учнів у Римі став Птолемей Римський . Климент Александрійський, посилаючись на свідчення прибічників гностика зазначає, що під час навчання в Александрії Валентин став послідовником гностичного філософа Теуди, котрий свого часу був учнем апостола Павла . Існують також припущення про те, що Валентин після перебування в Римі повернувся на батьківщину до Александрії, або ж помер на чужині .

## Джерельна база
Про Валентина найбільше повідомляють античні автори-отці церкви, а також низка апологетів християнства. Це – Климент Александрійський, Єпіфаній Кіпрський, Тертуліан . Деякі особливості вірування Валентина переповідає Псевдо-Тертуліан . Вочевидь, послідовників Валентина стосуються також уривки із 1-ї Апології Юстина мученика . Переповідає  про злодіяння послідовників гностика й Іриней Ліонський . Розлоге спростування філософії Валентина маємо також в Іполіта Римського . Насамкінець, короткий уривок про період життя Валентина в Римі міститься у 4 книзі Церковної історії Євсевія Кесарійського . Усі античні автори концентрують свою увагу на висвітленні вчення філософа, опускаючи, почасти через незнання, деталі його життя.
Твори філософа тривалий час були відомі лише в уривках, викладених отцями церкви перших віків, критиками його вчення, допоки у 1945 р. неподалік міста Наг-Хаммаді (за 40 км. від Каїра) місцевий селянин не знайшов у полі у великій глиняній посудині бібліотеку ранньохристиянських гностичних текстів, серед яких більшу частину становили твори валентиніан .

## Учення Валентина
Валентиніанство – це школа гностичної філософії, що бере свій початок від учення Валентина. Воно вважається одним із найбільших гностичних рухів, котрі були широко розповсюджені по всіх теренах Римської імперії, переважно у її східній частині. Валентиніанство призвело до створення нових гностичних вчень та сект, як на західних, так і на східних землях Римської держави. Дослідниця Еллена Пейджелс зазначає, що на відміну від більшості гностичних систем, котрі є дуалістичними, Валентин розробив більш моністичну концепцію своїх бачень . Так чи інакше східна та елліністична філософії значно вплинули на світобачення Валентина. Він встиг також виховати плеяду учнів, серед яких Гераклеон, Птолемей, Марк та інші .

### Космологія
Світ – це впорядковане творіння, зроблене з Божого Духа. Отець – це Божественний корінь речей, що є вічним утіленням єдності, незмінною досконалою особою.
Первісна істота, творець духовного світу називався «Бітос» (гр. глибина глибин). Він був початком усього сущого. Через роки споглядання та пасивного існування Бітос власною еманацією породжує інших істот, котрі формують між собою пари. Ці істоти-виміри називалися, згідно з термінологією Валентина, еонами. Увесь духовний вищий світ, являв собою певну цілісність, абсолютне буття, назване Пліромою (з гр. Повнота). у ній містилося в сукупності 30 вищих сутностей, що були об’єднані у 15 пар – сизигій – в яких вони доповнюють одна одну. Плірома є вершиною моделі Космосу, царство чистого духу. Всередині Пліроми Валентин об’єднав пари еонів у восьмерицю, десятницю та дванадцятницю . Іполіт Римський стверджував, що на погляди Валентина у концепціях світобудови значно вплинули вчення Піфагора та Платона. Проте Крістоф Марксшис вважає, що Валентин в ході формування своєї концепції дійшов до неплатонічних результутів, через що його можна вважати платоніком лише обмеженою мірою. Існує також думка про те, що Валентин сприйняв класичний міфологічний гностицизм .
Остання із 30 духовних постатей-еонів божественного походження, Софія (гр. Мудрість) самовільно вийшла за межі плероми, чим створила Ахамот – негативну страждальну сутність, печаль якої стиснулася до матеріальної субстанції, складену із зарозумілості та незання .
Таким чином, Валентин передає християнську ідею гріхопадіння, немовби у дуалістичному просторі світобудови, водночас звільняючи людину(гр. άνθρωπος) від вини гріхопадіння .  Христос, як говорить філософ, прийшов до людини, щоб звільнити її від матеріального світу, надавши їй гнозис (гр. знання), тим самим пробуджуючи в особі справжнє єство того, що в ній криється істинна реальність як частина досконалої Божественної царини. Саме заради Ахамот Христос покинув Плерому, щоб обожнити її. Таким чином, Христос в концепції Валентина був жених, а його наречена – Ахамот .
Валентин, переосмислюючи акт Божественного творіння, стверджує, що від самого початку біблійної креації відбувається конфлікт між помилковим виміром Софії, грубим фізичним світом, та істинним Богом духоматеріального світу, котрий посилає до людей Христа щоб подолати помилку. Перед приходом Христа Ахамот створила Деміурга (гностичний аналог дияволу), котрий в свою чергу витворив «антисвіт» - еони грубоматеріальних ангелів. Деміург не усвідомлював існування Плероми, вважаючи себе єдиним богом. Тим часом Ахамот фактично допомагала своєму сину Деміургу: із її жаху була створена земля, зі страху – вода, а із печалі – повітря .

### Людина та Христос
Деміург створив земну людину, проте в неї увійшов дух печалі Ахамот. Водночас Валентин не вважав матеріальний світ занепалим чи проклятим, він постулював, що справжній духовний Бог та духовна людина насправді перебуває у матерії, проте їх неможливо побачити без належної підготовки . Валентиніанство поєднує в собі дуалізм не лише духу та матерії, а й подвійність єдності та поділу. При цьому, перше характеризує божественне, а друге – грубоматеріальне. Таким чином, що більше об’єкт єднає занепалий дух із високою матерією, тим ближчим він стає до Бога. Роль Христа Валентин вбачав у привнесенні єдності, а мету церкви – у поширенні ідеї поєднання духу та матерії, нагадуванні людям про їхню справжню сутність .
Один із основних апокрифічних творів валентиніан, Євангеліє Істини гласить: 
Де існують заздрість та чвари, є нестача, а де існує єдність – там є повнота. Через незнання Отця виникла нестача [в ньому], тож коли Отець знову стане відомий, нестача зникне. Як невігластво зникає, коли людина здобуває знання, так і темрява відходить, коли приходить світло, саме так нестача зникає в повноті. Відтоді зовнішній світ зіллється зі світом духовним та розчиниться в гармонії єдності.
…За допомогою знання [духовний простір] очистить себе від безлічі єдністю, пожираючи матерію всередині себе, як вогонь, темрява світлом, смерть життям.
У вченні Валентина люди були поділені на три групи. Перші, «іліки» – це ті що живуть матеріальним світом і отримують задоволення від своїх почуттів, таких як їжа та статеві стосунки. Другий тип людей, «психіки», характеризувався холодністю до повсякденного життя, однак такі особи ще не «прокинулися для розуміння повної істини». Справами на благо церкви їхні душі можуть бути врятовані. Найвищий, третій тип людей – «пневматики» – це ті, хто має в собі божественну іскру, звільнились від фізичної буденності і можуть бути повністю самими собою. Такі люди виходять за рамки земних обмежень та відкривають приховане у собі духовне життя .

## Послідовники Валентина
Немає жодних відомостей щодо того, як саме називали себе послідовники вчення Валентина. У збережених працях вони йменують себе «духовним насінням», або ж «християнами». Валентиніани, як вказує Девід Бракке, були достатньо інтегрованими у структуру християнства Римської імперії, тож їх можна було знайти як на Заході, так і на Сході, валентиніани існували переважно при інших громадах християн . Про серйозну інтеграцію вчення Валентина в християнство раннього періоду свідчить, зокрема, те, що папа Віктор (189-199 рр.) мав за помічника валентиніанського пресвітера на ім’я Флорін . Зазвичай в середовищі християн та прибічників інших конфесій валентиніани вели звичний спосіб соціального та економічного життя, характерний для Римської імперії – одружувалися, створювали сім’ї та вели господарство. При цьому традиційні, ортодоксальні громади валентиніан відрізнялися від інших – вони прагнули, як і стоїки, не допустити емоційної схильності до земних насолод [4]. Як повідомляє Ейнар Томассен, валентиніанство було скоріше шаблоном, а не релігнійною системою . Завдяки цьому різні групи та вчителі вибудовували свої філософські концепції навколо цього шаблону. Як один із фактів віротерпимості до християн, дослідниця Симона Пертемо зазначає, що валентиніани вважали, гнозис, знання, не суворо необхідним для порятунку – базових християнських чеснот було достатньо .
Згідно зі свідченнями, що збереглися, Валентин та його послідовники дотримувалися аскетизму як у побуті, так і у статевих стосунках, проте їх рамки недостатньо визначені. Приміром, Климент Александрійський говорить про те, що валентиніани «схвалюють шлюб» . В той же час Іриней Ліонський стверджує, що шлюб валентиніан уподібнювався суто братерським відносинам, проголошений целібат часто порушувався . На основі цих свідчень дослідники схиляються до думки про прийнятий у середовищі валентиніан «духовний шлюб» та суворий аскетичний спосіб життя общин . 
Валентиніанство розвивалося в двох напрямках – італійському та східному («анатолійському»). Західна школа традиційно включає в себе учнів Валентина Флорина, Гераклеона, Птолемея, Секунда та Теотима. Східна школа презентує Аксіоніка, Марка, Феодота Візантійського .

## Валентиніани з точки зору церкви
Деякі дослідники вказують на те, що попри віддаленість від ортодоксального християнства, концепція Валентина глибоко цінуючи єдність, враховувала соціально-релігійне розгалуження християнства, зокрема толерувала співжиття з ортодоксальними громадами.
Проблема кореляції людського та божественного єства Спасителя було головною суперечністю між валентиніанами та церквою. Валентин розділив Христа на три іпостасі – духовну, психічну та матеріальну. Кожна з них мала свій сенс та призначення. Валентиніани визнавали, що Христос страждав і прийняв мученицьке розп'яття заради людства, проте вірили, що «у своєму втіленні Христос переступив людську природу задля того, щоб стати божественною силою. Іриней Ліонський зазначав з цього приводу:
«Вони [валентиніани] безумовно на словах сповідують істинного Ісуса Христа, але в думках вони розділяють його» .
Багато традицій та звичаїв Валентиніан суперечили канонам Церкви. На їхніх таємних зборах відкидалися всілякі церковні повноваження окремих осіб, оскільки валентиніани виходили з того, що всі є рівними, члени громади по черзі здійснювали таїнства та проповідували. Цікаво, що серед валентиніан жінки вважалися рівними, принаймні не менш достойними, ніж чоловіки. Всупереч усталеним церковним уявленням того часу жінка-валентиніанка могла бути пророком, євангелістом та навіть священником .
Все ж, головні розбіжності між церквою та валентиніанами полягали в уявленні про те, що Бог і творець для людини – це дві окремі сутності. Глибоко дискутувалася ідея про те, що творець був хибним та створив людину із смутку, гріха та розгубленості. Практики та ритуали валентиніан також відрізнялися від християнської церкви. Іменуючи себе християнами, вони погіршили свої стосунки зі вселенською церквою, котра й так розглядала їх  як єретиків, суперників істинного вчення .

## Вебпосилання
- Valentinus and the Valentinians [Архівовано 12 серпня 2020 у Wayback Machine.]
- Valentinus, Gnostic Heresiarch
- Episode 83: Geoffrey Smith on Valentinus and Valentinianism [Архівовано 5 серпня 2020 у Wayback Machine.]